# 極楽寺 (奈良県安堵町)
極楽寺（ごくらくじ）は、奈良県生駒郡安堵町東安堵にある真言宗国分寺派の寺院。山号は紫雲山。本尊は阿弥陀如来。

## 歴史
用明天皇2年（587年）、聖徳太子により建立されたと伝えられている。

## 文化財・仏像

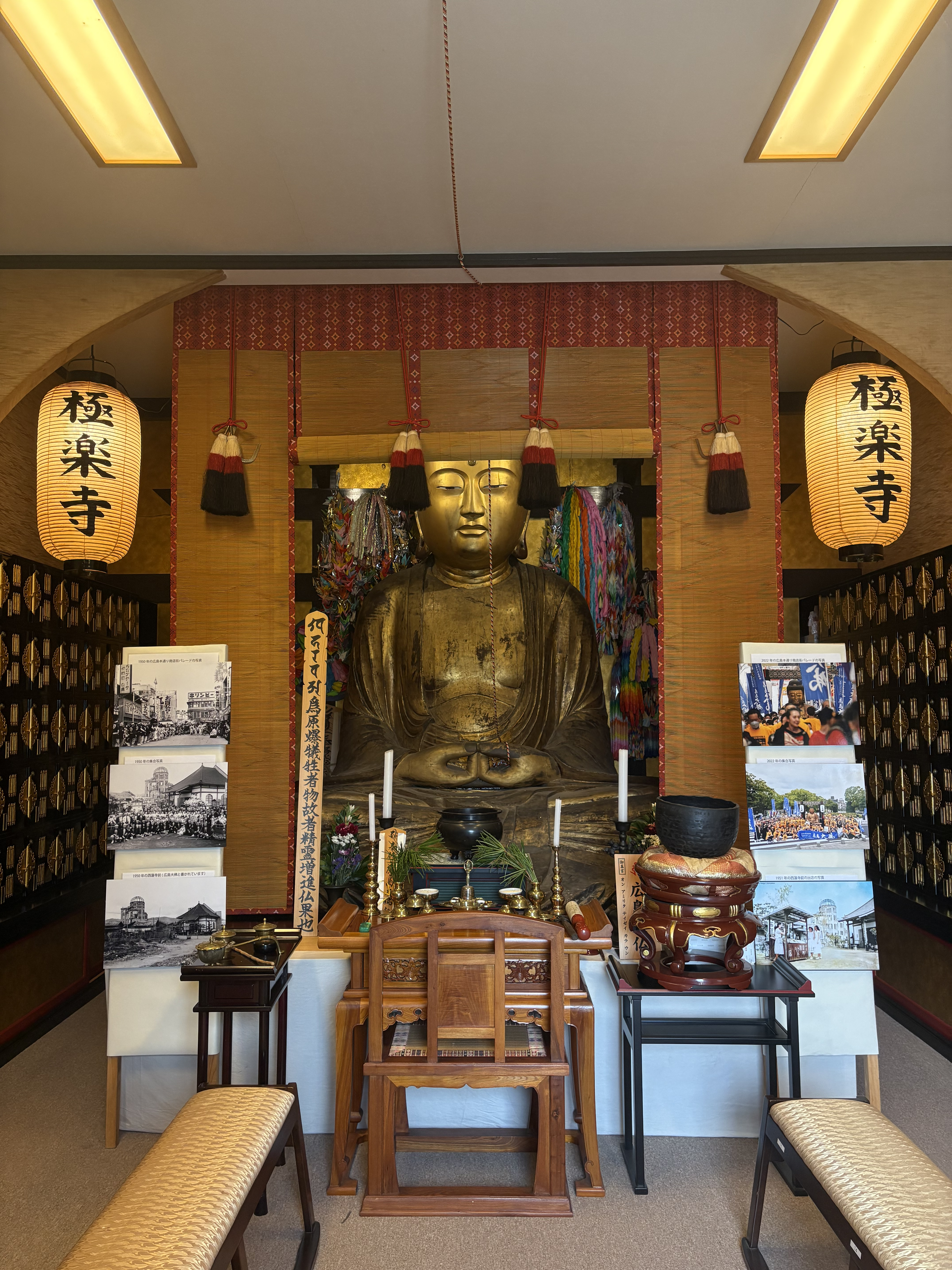
広島大仏

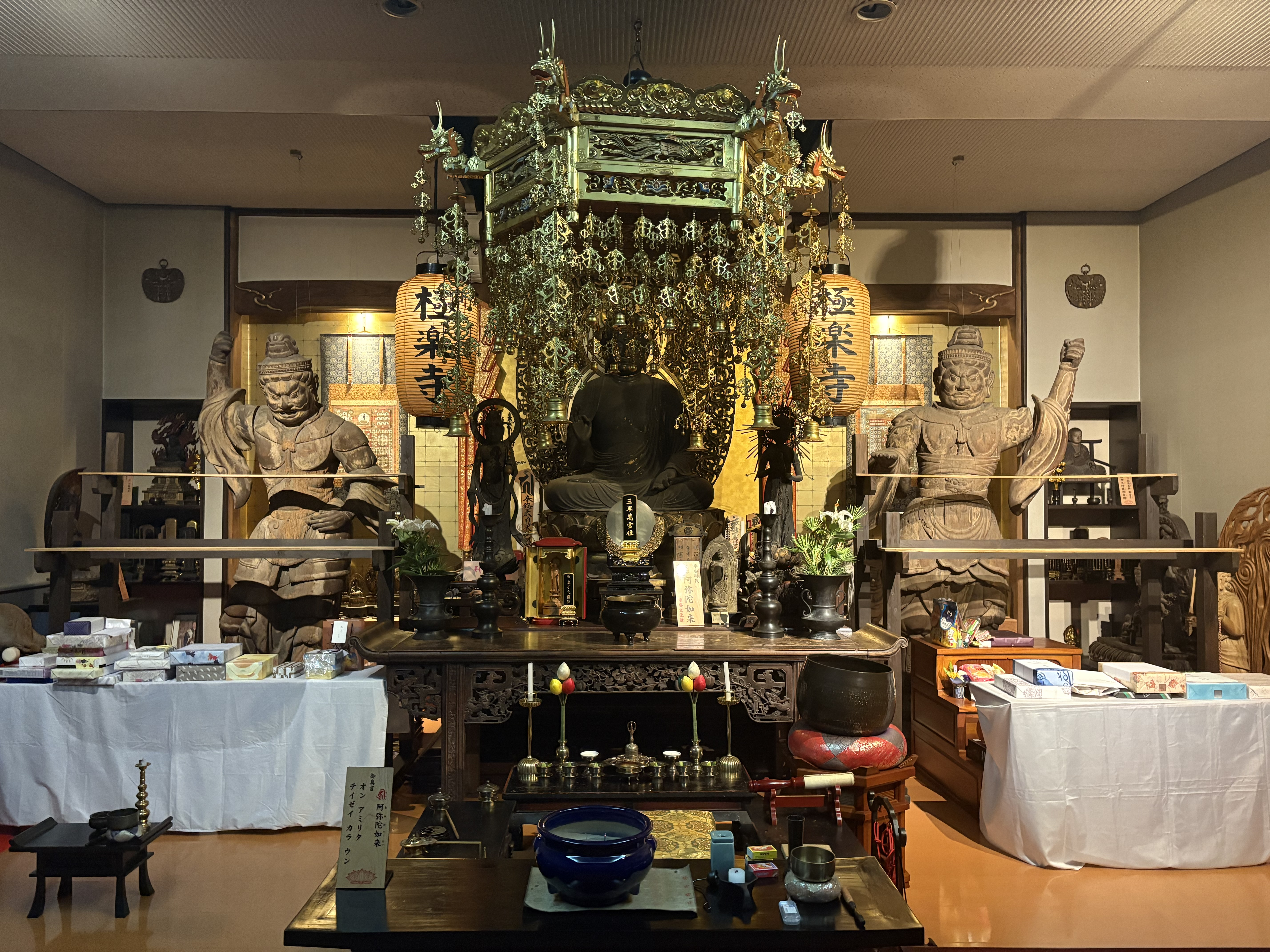
木造阿弥陀如来坐像
当寺の本尊。平安時代の作品で像高は139センチメートル。1922年（大正11年）4月13日に重要文化財（旧国宝）に指定された。

大般若経600巻
牛頭天王社（飽波神社）に奉納されたもので、968年（安和元年）に書写、応永年間（1394年 – 1428年）に修復。その後1678年（延宝6年）より1680年（延宝8年）にかけて修復整理され巻紙を折本に改めた。毎年5月第2日曜日に行われる「大般若転読法要」で拝観できる。

広島大仏
終戦直後、広島市で原爆犠牲者を弔うために原爆ドーム近くに祀られ、その後、約50年間にわたって行方不明だった「広島大仏」が安置されている。定印を結ぶ阿弥陀如来座像で高さは約4メートル、全身に金箔が施されている。